# Звижень
Зви́жень — село в Україні у Золочівському районі Львівської області. Села Звижень, Батьків, Лукавець, Межигори раніше були підпорядковані Батьківській сільській раді. Населення становить 536 осіб.

## Географія
Село розташоване на надзаплавній терасі річки Серет Маркопільський. Відстань до райцентру становить 37 км, що проходить автошляхом місцевого значення. Відстань до найближчої залізничної станції Броди становить 37 км.

## Назва
За однією з версій, назва села походить від прізвища Звиженьський — прізвища першого чоловіка, що оселився на території сучасного села, а за іншою — від назви місцевої церкви Воздвиження Чесного Хреста.

## Історія
Село згадується в 1512 році у фіскальних документах Золочівського ключа
У 1931 році в селі налічувалося 171 господарство та мешкало 874 особи, 1935 року — 910 осіб. 3 березня 1929 р. відбулися перші загальні збори товариства «Луг» у с. Звижень, на яких головою вибрано Івана Петраша, заступником Івана Бая, писарем Василя Сиротюка, господарем Романа Дроня. Членами товариства стало 26 осіб. Завдяки Іванові Баю на Великодень 1929 р. ряди організації поповнили 61 член, зокрема 38 луговиків та 23 луговички. У цьому ж році члени організації взялися за підготовку вистав «Свідки» і «Настоящі», однак староство не дозволило їх провести

### Боротьба ОУН-УПА
У вересні 1944 року в селі перебувала сотня УПА «Риболовці», яка після дводенного постою направилися до тодішнього Почаївського району.

## Освіта
Перша школа у селі була відкрита 1908 року у дяківській хаті та проіснувала вона до початку першої світової війни.
У міжвоєнний період школа розміщувалась у невеличкому будинку в центрі села, що знаходився на місці сучасного магазину. Будинок був розділений на дві частини: в одній містився магазин, а у іншій — школа. Навчання у школі велося українською та польською мовами, викладалися також арифметика, історія, природознавство, релігія, а навчав дітей поляк Довжак. За найменшу провину, за невивчений урок дітей суворо карали. Так було до першого приходу Радянської влади у 1939 році.
На час другої світової війни навчання у школі було перервано. Під час бойових дій 1941 року в селі сталася пожежа, під час якої згоріло багато будинків, у тому числі й сільська школа. По війні діти навчалися у хатах-дворах. Молодші класи навчилися в хаті Михайла Ґаця (вчитель Ганна Шеремета), що пізніше був заарештований та вивезений на заслання до Сибіру, а старші класи — в хаті Івана Василини. Згодом у Звижені було споруджено спочатку початкову, а потім й семирічну школи.
1976 року споруджено головне приміщення сучасної школи. До 1985 року в школі діти навчалися вісім років, а від 1985 року — 9 років. У різні роки директорами школи були:
- Діткун Іван Михайлович;
- Хоміцький Ігор Миколайович (1976-1981 роки);
- Нітефор Володимир Петрович (з 1981 року).

Нині у Звиженській загальноосвітній школи І-ІІ ступенів навчається 105 дітей. Після того як згоріла школа на Тернопільщині, до школи села Звижень прийшло 25 учнів, директором є Нітефор Володимир Петрович. Протягом 26 червня — 31 серпня 2018 року проведено роботи з утеплення фасаду школи.
Також в селі діють бібліотека-філія Бродівської РЦБС, КУ «ФАП с. Звижень Батьківської сільської ради Бродівського району Львівської області» та Народний дім «Просвіта».

## Пам'ятки
На південно-східній околиці стоїть мурована церква Воздвиження Чесного Хреста, споруджена у 1931—1932 роках майстром Василем Хомишиним. Хрещата у плані, з гранчастим вівтарем, одноверха. Попередня дерев'яна триверха церква збудована 1888 року 
на замовлення Володимира Дідушицького за проєктом архітектора Юліана Захаревича. Керував роботами архітектор Міхал Ковальчук. Розібрана 1916 року під час будівництва окопів. Попередні дерев'яні церкви будувались у 1600 і 1729 роках
Нині церква Воздвиження Чесного Хреста знаходиться в користуванні двох релігійних громад — парафії Воздвиження ЧЖХГ ПЦУ (парох митр. прот. Іван Копровський) та парафії Воздвиження Чесного Хреста УГКЦ (парох о. Тарас Турчинський).